# Xylocopa strandi
Xylocopa strandi är en biart som beskrevs av Dusmet y Alonso 1924. Xylocopa strandi ingår i släktet snickarbin, och familjen långtungebin. Inga underarter finns listade i Catalogue of Life.